# Hyomys goliath
Hyomys goliath  (Milne-Edwards, 1900) è un roditore della famiglia dei Muridi, endemico delle montagne della Nuova Guinea orientale.

## Descrizione

### Dimensioni
Roditore di grandi dimensioni, con lunghezza della testa e del corpo tra 295 e 390 mm, la lunghezza della coda tra 256 e 381 mm, la lunghezza del piede tra 57 e 64 mm, la lunghezza delle orecchie tra 25 e 28 mm e un peso fino a 945 g.

### Aspetto
Il colore delle parti dorsali è grigio, cosparso di lunghi peli marrone scuro con le punte grigio pallido, mentre le parti inferiori sono giallastre. È presente un ciuffo di peli biancastri alla base di ogni orecchio, il quale è corto e biancastro. Il dorso delle zampe è ricoperto di piccoli peli marrone scuro. La coda è più corta della testa e del corpo, ha 8 anelli di scaglie per centimetro e la parte terminale bianca.

## Biologia

### Comportamento
È una specie terricola. Costruisce cunicoli e nidi in buche sotto le radici degli alberi, sotto tronchi caduti o tra le rocce.

### Alimentazione
Si nutre di germogli di Bambù selvatico, palme e noci di Pandanus selvatico. Talvolta irrompe nei campi coltivati.

### Riproduzione
Le femmine danno alla luce un piccolo alla volta.

## Distribuzione e habitat
Questa specie è endemica della parte orientale della cordigliera centrale della Nuova Guinea e della Penisola di Huon..
Vive nelle foreste tropicali umide, lungo i margini forestali e in campi abbandonati tra 1.400 e 2.800 metri di altitudine.

## Tassonomia
Sono state riconosciute 2 sottospecie:
- H.g.goliath: Parte orientale della cordigliera centrale della Nuova Guinea;
- H.g.strobilurus (Rümmler, 1933): Penisola di Huon, Nuova Guinea orientale.

## Conservazione
La IUCN Red List, considerato il vasto areale, la popolazione numerosa, la tolleranza alle modifiche ambientali e l'assenza di reali minacce, classifica M.goliath come specie a rischio minimo (Least Concern).